# Myriam Chirousse
Myriam Chirousse, née le 12 avril 1973 à Cagnes-sur-Mer, est une traductrice et écrivaine française.

## Biographie
Myriam Chirousse naît en 1973 à Cagnes-sur-Mer. Elle suit des études de lettres et de philosophie à Nice, puis à Paris. Elle écrit, en parallèle, ses premiers contes pour enfants et des nouvelles. En 2000, elle quitte la France pour l'Espagne où elle travaille comme professeure de français et traductrice. 
Son premier roman, Miel et vin, paraît en 2009, et est finaliste l'année suivante du Prix des libraires. De retour en France, elle se consacre à la traduction et à l'écriture. Elle a écrit Le Cantique des Elfes (2011, roman jeunesse), La Paupière du Jour (2013), Le Sanglier (2016), et Une ombre au tableau (2018).
Son roman L'Homme au perroquet vert paraît en 2024.

## Œuvres

### Littérature
- Miel et vin, Paris, Éditions Buchet/Chastel, 2009, 541 p.  (ISBN 978-2-283-02367-9)
- La Paupière du jour, Paris, Éditions Buchet/Chastel, 2013, 504 p.  (ISBN 978-2-283-02629-8)
- Le Sanglier[3], Paris, Éditions Buchet/Chastel, 2016, 160 p.  (ISBN 978-2-283-02917-6)
- Une ombre au tableau, Paris, Éditions Buchet/Chastel, 2018, 190 p.  (ISBN 978-2-283-03117-9).
- L'Homme au perroquet vert, Buchet-Chastel, 2024  (ISBN 9782283033135)

### Jeunesse
- La Légende du pompier à plumes, ill. de Peggy Adam, Jouac, France, Éditions PEMF, coll. « Côté pile côté face », 2003, 20 p.  (ISBN 2-84526-469-0)
- Le Cantique des elfes, Paris, Éditions Thierry Magnier, 2011, 189 p.  (ISBN 978-2-36474-013-6)

## Traductions depuis l'espagnol
Liste non exhaustive
- Le roi transparent de Rosa Montero, éditions Métailié, 2008.
- Instructions pour sauver le monde de Rosa Montero, éditions Métailié, 2010.
- Belle et sombre de Rosa Montero, Éditions Métailié, 2011.
- Carte du labyrinthe d'Alberto Torres Blandina, Éditions Métailié, 2011.
- Des larmes sous la pluie de Rosa Montero, Éditions Métailié, 2013.
- Ce qui n'est pas écrit de Rafael Reig, Éditions Métailié, 2014.
- L'Idée ridicule de ne plus jamais te revoir de Rosa Montero, Éditions Métailié, 2015.
- Le Poids du cœur de Rosa Montero, Éditions Métailié, 2016.
- La Chair de Rosa Montero, Éditions Métailié, 2017.
- Le Temps de la haine de Rosa Montero, Éditions Métailié, 2019.
- La Bonne chance de Rosa Montero, Éditions Métailié, 2021.

## Prix et distinctions
- Prix Pierre-François Caillé de la traduction 2008[5] pour Le Roi transparent de Rosa Montero
- Finaliste Prix des libraires 2010[2] pour Miel et vin.